# Moscone Center
Le Moscone Center est le plus grand complexe de convention d'exposition de la ville de San Francisco, dans l'État de Californie. Il comprend trois salles principales : Deux salles sous le Yerba Buena Gardens connues sous les noms de Moscone North et Moscone South, ainsi qu'une salle de trois niveaux, le Moscone West, de l'autre côté de la 4e rue,. 
Depuis son extension, en 1992, le Moscone Center offre une superficie totale de 84 000 mètres carrés
Initialement construite en 1981 par les architectes Hellmuth, Obata & Kassabaum sous la forme d'une seule grande salle, Moscone South, a hérité du nom de George Moscone, ancien maire de la ville de San Francisco, assassiné en 1978. 
Paradoxalement, Moscone était contre le développement de cette zone, car il était de l'avis que cela allait déplacer les résidents de classe moyenne.  L'extension de Moscone North et Moscone West en 1992 et en 2003 ajoutèrent 56 000 m2 aux 28 000 m2 d'espace d'exposition déjà existant. 
Le Moscone center est connu pour accueillir plusieurs grands rassemblements professionnels comme la Macworld Conference & Expo,  la réunion annuelle de l'American Bar Association, la Game Developers Conference, la Build Conference de Microsoft, l'Apple Worldwide Developers Conference, la JavaOne, la convention démocrate de 1984 ainsi que Google I/O et la conférence internationale Drupal (DrupalCon). 